# 3Com

Älteres 3Com Logo

3Com (Computer, Communication, Compatibility) war ein Hersteller von Netzwerkausrüstung mit Firmensitz in Marlborough, Massachusetts, USA.

## Geschichte
Der Name 3Com leitete sich aus dem Ziel des Unternehmens „Computers, Communication and Compatibility“ (deutsch Rechner, Kommunikation und Kompatibilität) her. Die Firma wurde im Jahre 1979 von Robert Metcalfe gegründet, der zuvor am Xerox PARC maßgeblich an der Entwicklung der Ethernet-Technologie beteiligt war. Am 11. November 2009 gaben 3Com und Hewlett-Packard bekannt, dass 3Com von HP gekauft werden soll.
Für die Übernahme investierte HP 7,90 US-Dollar je Aktie, insgesamt 2,7 Milliarden US-Dollar (ca. 1,98 Milliarden Euro). Mit der vollständigen Übernahme am 12. April 2010 endete 3Com als eigenständige Marke.

## Produkte

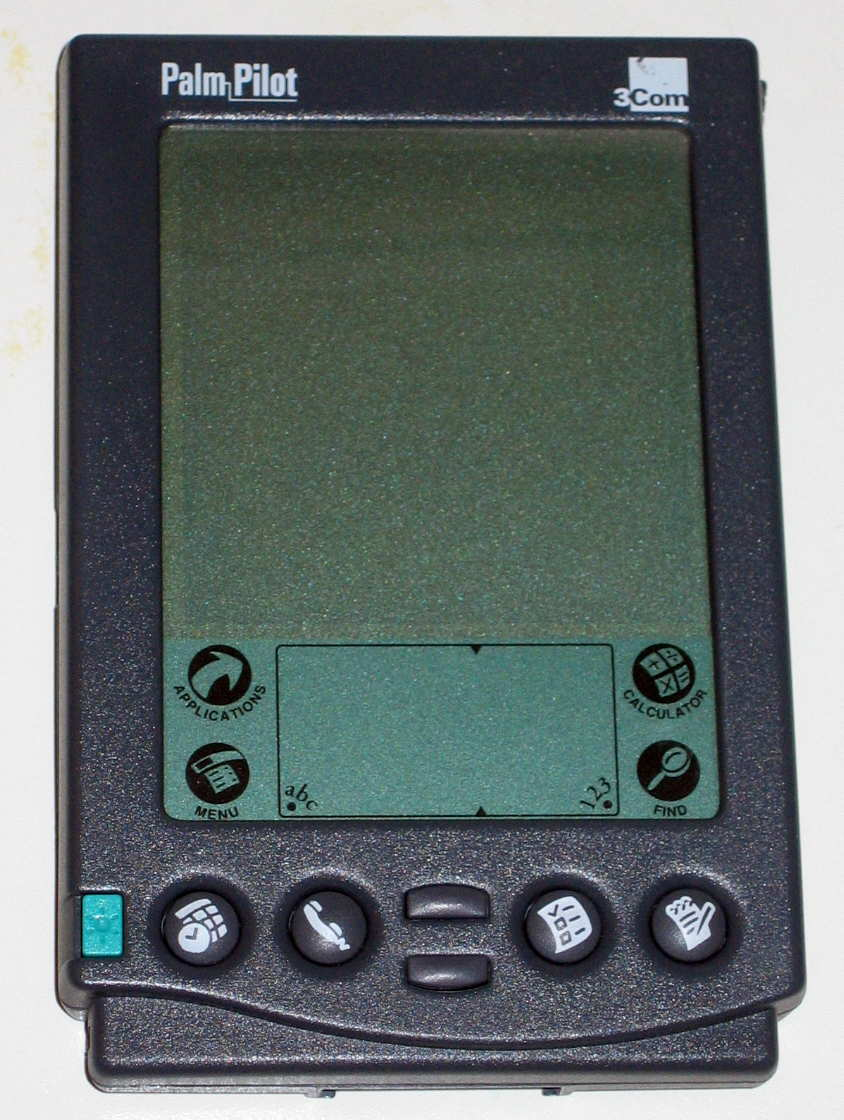
Palm Pilot von 3Com

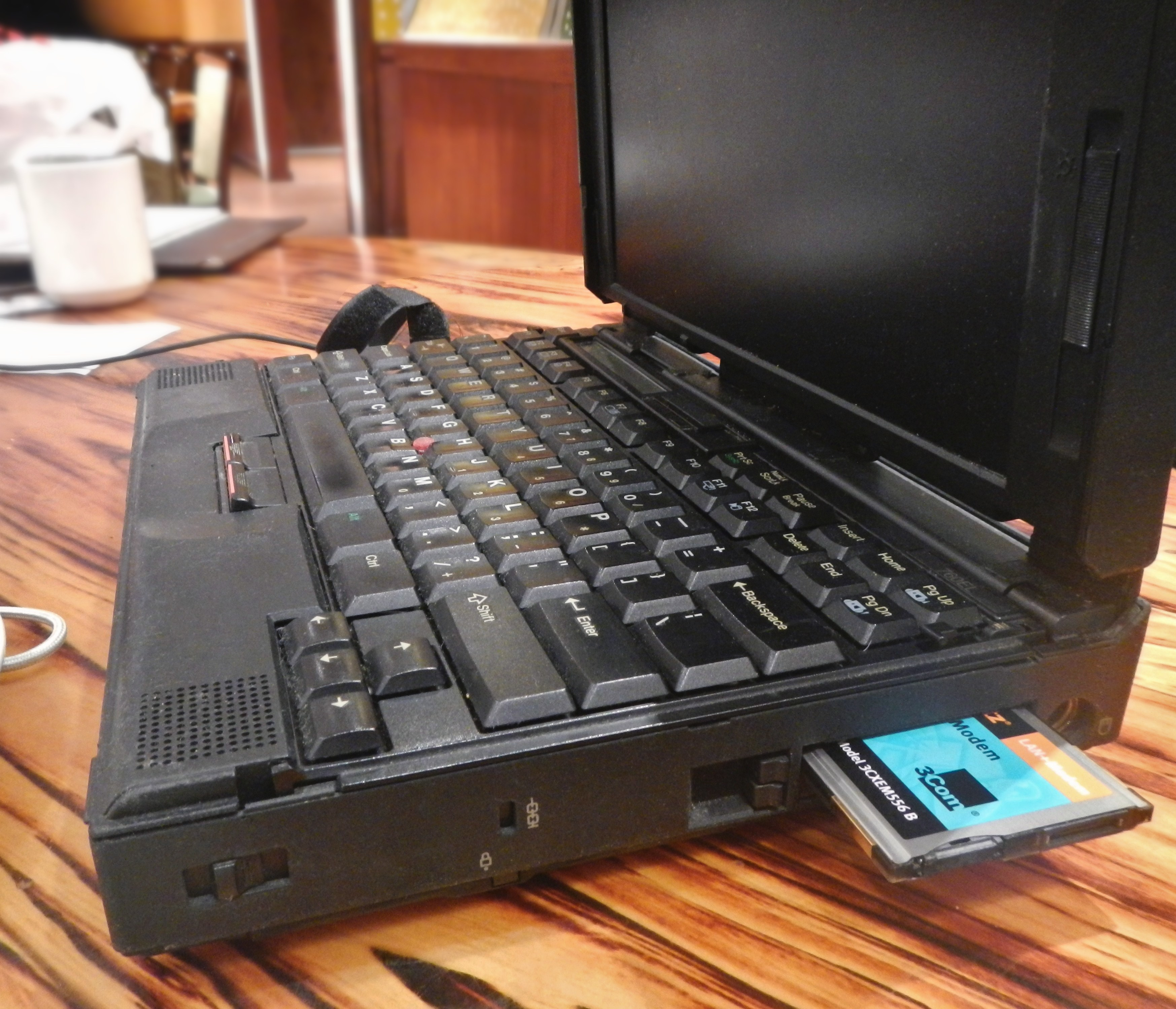
PCMCIA-Netzwerkkarte in einem Thinkpad-Laptop

3Com begann mit der Vermarktung von Ethernet-Karten, für fast alle in den frühen 1980ern gängigen Computersysteme gab es passende Modelle, wie der LSI-11, IBM-PC und VAX-11. Mitte der 1980er führte man den Markennamen EtherSeries ein. Gleichzeitig wurde auch eine PC-basierte Software-Produktpalette eingeführt. Die Software bot verteilte Services im LAN und basierte auf dem XNS-Protokoll. Beispielsweise gab es ein Produkt namens EtherShare (für den vernetzten Dateizugriff), EtherPrint (für den Netzwerkdruck), EtherMail (als E-Mail-Lösung) und Ether-3270 (zur IBM-Host-Emulation).
Die Produktpalette umfasste unter anderem folgende Hard- und Software:
- 3+Share, Datei- und Drucker-Freigabe
- 3+Mail, E-Mail
- 3+Remote, XNS-Routing über eine serielle PC-Schnittstelle
- NetConnect, XNS-Routing für Ethernet
- 3Server, PC-Server für 3+-Services
- 3Station, Diskless-Workstation
- 3+Open, Datei- und Drucker-Freigabe (auf LAN-Manager-Basis)
- Etherterm, Terminal Emulation
- Etherprobe, LAN-Analyse Software (Probe)
- DynamicAccess, Software-Produkte für Ethernet-Load-Balancing, Antwortzeit- und RMON-II-Überwachung

Ab 1987, nach der Übernahme von Bridge Communications, entwickelte 3Com auch Produkte, die nicht für PCs und 10BASE2 bestimmt waren. Bridge Communications brachte eine Reihe von XNS-kompatiblen Systemen mit, die auf Motorola-68000-Basis arbeiteten:
- CS/1, CS/200-Kommunikations-Server (Terminal Server)
- Ethernet-Bridges und XNS-Router
- GS/1-X.25, X.25-Gateway
- CS/1-SNA, SNA-Gateway
- NCS/1 zur Netzwerküberwachung auf Sun2-Basis

### Spätere Produktkategorien
- Convergence/IP Telephony
- LAN Switches (IntelliJack® Switches)
- LAN Switches (Modular)
- LAN Switches (Stackable/Edge)
- LAN Transceivers / Cables
- Maintenance Services
- Network Interface Cards
- Network Management
- Professional Services
- Router
- Security
- Wireless

## Aktien
An der NASDAQ war das Unternehmen unter dem Kürzel COMS gelistet.